# Corchorus parvifolius
Corchorus parvifolius là một loài thực vật có hoa trong họ Cẩm quỳ. Loài này được Sebsebe mô tả khoa học đầu tiên năm 1991.